# Alta Cerdanha

A Alta Cerdanha (cor destacada) num mapa do departamento francês Pirenéus Orientais.

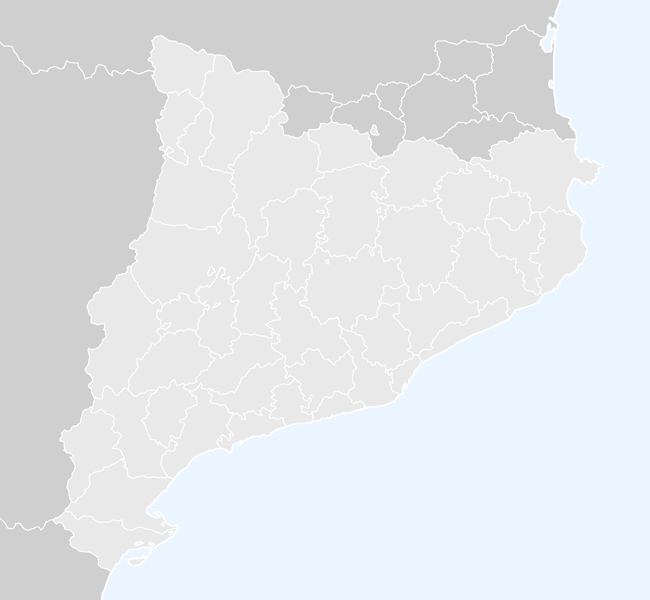
Mapa da Catalunha e das comarcas históricas.

A Alta Cerdanha ou Cerdanha Francesa (em catalão:  Alta Cerdanya, IPA: /ˈaltə səɾˈðaɲə/) é a metade setentrional da Cerdanha, que integra o território francês em resultado do Tratado dos Pirenéus de 1659, enquanto a metade sul pertence à Espanha, pois está integrada na comunidade autónoma da Catalunha. É o único território francês na Península Ibérica, pois fica no lado sul dos Pirenéus. De facto, o rio Segre corre para oeste e junta-se ao rio Ebro, nascendo na Alta Cerdanha. Em resultado do Tratado dos Pirenéus existe um exclave espanhol, Llívia, totalmente rodeado de território da Cerdanha Francesa.
A Alta Cerdanha não tem estatuto especial político-administrativo no contexto do estado francês, e integra o departamento Pyrénées-Orientales, ao contrário da parte espanhola da Cerdanha, que é oficialmente uma comarca catalã chamada Cerdanya. Os franceses chamam à região Cerdagne française (i.e. "Cerdanha Francesa"), Haute Cerdagne (i.e. "Alta Cerdanha") ou apenas Cerdagne.
A área deste território é de 539,67 km², em em 1999 tinha 12035 habitantes, com uma densidade populacional de 22 hab./km².

## Comunas
População no censo francês de 1999:
- Angoustrine-Villeneuve-des-Escaldes (em catalão: Angostrina) - pop. 549
- Bolquère (em catalão: Bolquera) - pop. 730 (779 no censo de 2004)
- Bourg-Madame (em catalão: La Guingueta d’Ix) - pop. 1166 (1198 no censo de 2004)
- Dorres - pop. 219
- Égat (em catalão: Èguet) - pop. 494 (475 no censo de 2004)
- Enveitg (em catalão: Enveig) - pop. 621
- Err (em catalão: Er) - pop. 551
- Estavar - pop. 409
- Eyne (em catalão: Eina) - pop. 127 (161 no censo de 2004)
- Font-Romeu-Odeillo-Via (em catalão: Font-Romeu, Odelló i Vià) - pop. 2003
- La Cabanasse (em catalão: La Cabanassa) - pop. 622 (756 no censo de 2004)
- Latour-de-Carol (em catalão: La Tor de Querol) - pop. 367
- Llo - pop. 133
- Mont-Louis (em catalão: Montlluís) - pop. 270
- Nahuja (em catalão: Naüja) - pop. 63
- Osséja (em catalão:  Osseja) - pop. 1282
- Palau-de-Cerdagne (em catalão: Palau de Cerdanya) - pop. 424 (496 no censo de 2004)
- Planès - pop. 27
- Porta - pop. 98
- Porté-Puymorens (em catalão: Portè) - pop. 147
- Saillagouse (em catalão: Sallagosa) - pop. 820
- Saint-Pierre-dels-Forcats (em catalão: Sant Pere dels Forcats) - pop. 213
- Sainte-Léocadie (em catalão: Santa Llocaia) - pop. 140
- Targassonne (em catalão: Targasona) - pop. 203 (194 no censo de 2004)
- Ur - pop. 308
- Valcebollère (em catalão: Vallsabollera) - pop. 49